# Bakamono
Pour plus de détails, voir Fiche technique et Distribution.
 Bakamono  (ばかもの) est un film japonais réalisé par Shūsuke Kaneko, sorti en 2010.
Il s'agit d'une adaptation d'un roman de Akiko Itoyama, avec Yuki Uchida et Hiroki Narimiya dans les rôles principaux.

## Fiche technique
- Titre :  Bakamono  (ばかもの?)
- Réalisation :	Shūsuke Kaneko
- Scénario : Miyuki Takahashi
- Photographie :
- Montage :
- Musique :
- Direction artistique :
- Décors :
- Costumes :
- Son :
- Producteur :
- Société de production :
- Société de distribution :
- Budget :
- Pays d'origine :  Japon
- Tournage :
- Langue :
- Format :
- Genre : Comédie romantique
- Durée :
- Dates de sortie : 2010

## Distribution
- Yuki Uchida : Gakuko
- Hiroki Narimiya : Hide
- Miho Shiraishi : Shoka
- Yuri Nakamura : Yamane
- Miyoko Asada : mère de Hide
- Takashi Kobayashi : père de Hide
- Reina Asami : sœur de Hide
- Yûko Kotegawa : mère de Gakuko
- Hiroyuki Ikeuchi : Kato
- Natsuki Okamoto : Megumi
- Islay : Hoshino